# 福雷斯特格倫 (加利福尼亞州)
福雷斯特格倫（英語：Forest Glen）是位於美國加利福尼亞州三一縣的一個非建制地區。該地的面積和人口皆未知。

## 地理
福雷斯特格倫的座標為40°22′24″N 123°19′31″W / 40.37333°N 123.32528°W，而該地的平均海拔高度為693米（即2274英尺）。